# Serbska Partia Demokratyczna (Bośnia i Hercegowina)
Serbska Partia Demokratyczna (serb. Srpska demokratska stranka, Српска демократска странка) – partia polityczna w Bośni i Hercegowinie. Została założona w 1990 roku. Jest to partia konserwatywna Serbów z Bośni i Hercegowiny.
Jednym z jej założycieli był Radovan Karadžić. W trakcie rozpadu Jugosławii SDS sprzeciwiała się uzyskaniu niepodległości przez Socjalistyczną Republikę Bośni i Hercegowiny oraz kierowała utworzeniem Republiki Serbskiej w 1992 roku. W latach 1996–1998 i 2002–2006 przedstawiciele SDS zasiadali w Prezydium Bośni i Hercegowiny.